# Klaus Wowereit

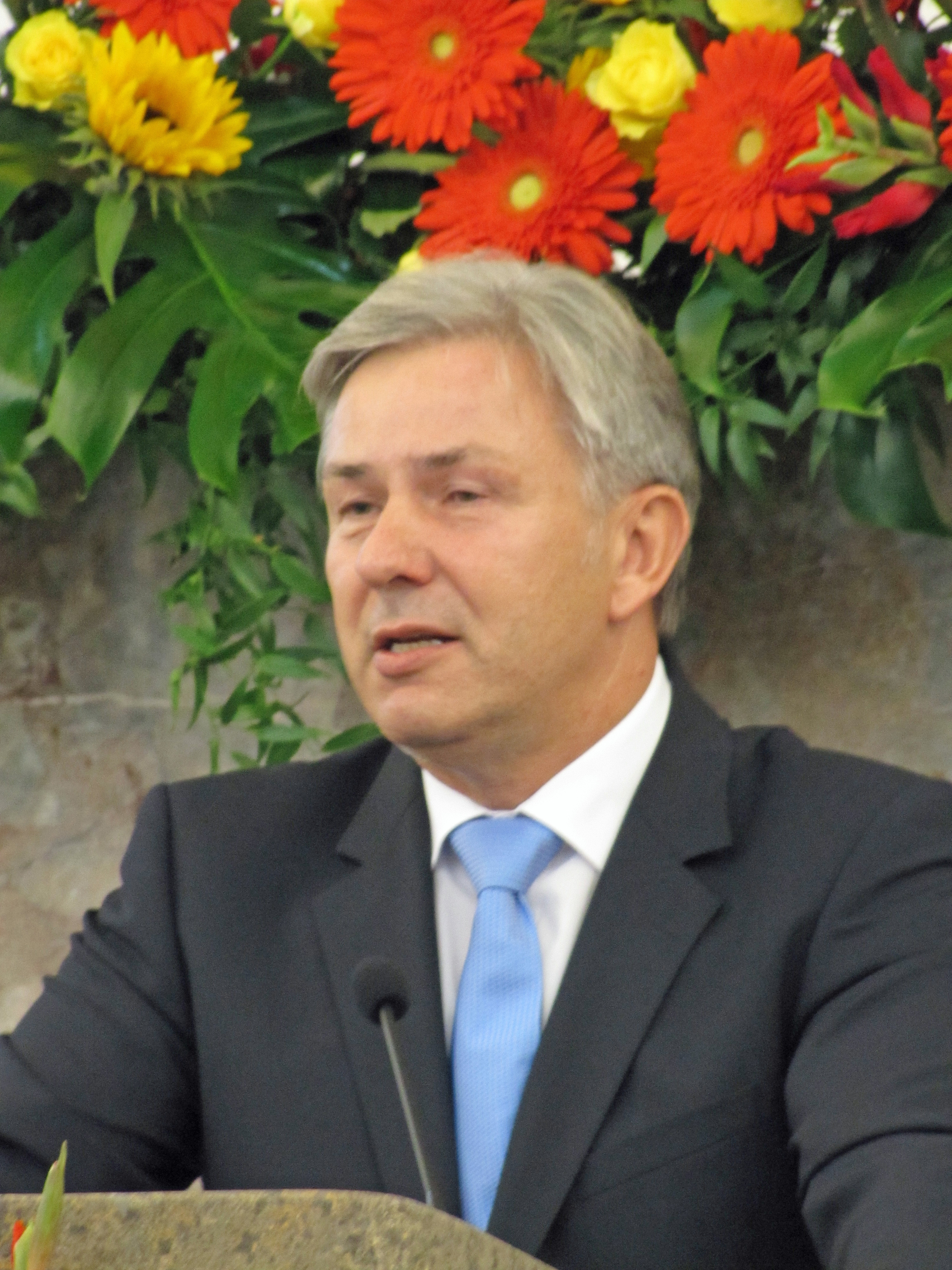
Klaus Wowereit (2012)

Klaus Wowereit (* 1. října 1953 v Berlíně) je berlínský a německý politik, člen SPD a v letech 2001–2014 vládnoucí starosta hlavního města Berlína (Regierender Bürgermeister).

## Životopis
Po maturitě roku 1973 studoval Wowereit práva na Svobodné univerzitě Berlín, kde roku 1979 studium úspěšně ukončil. V roce 1981 složil druhou státní zkoušku a pracoval jako zaměstnanec berlínského senátu.
Od roku 1993 žije Klaus Wowereit ve vztahu s neurochirurgem Jörnem Kubickim. Uzavřeli spolu i sňatek. Zvolením Wowereita do funkce se stal Berlín třetím velkým evropským městem s nynějším nebo bývalým starostou, který se otevřeně hlásí ke své homosexuální orientaci. Kromě Berlína to jsou Paříž se starostou Bertrandem Delanoëm a Hamburk s bývalým starostou Olem von Beustem. Tito tři politikové jsou nebo byli ve funkci od roku 2001. Do té doby byl největším městem se starostou s otevřenou LGBT orientací Winnipeg v Kanadě s Glenem Murrayem v čele.

## Politická kariéra
Již jako žák gymnázia se Klaus Wowereit angažoval v SPD. Roku 1979 začal Wowereit svou politickou kariéru v berlínské čtvrti Tempelhof, kde se v roce 1984 stal nejmladším radním v historii Berlína. Po zvolení do berlínské poslanecké sněmovny roku 1995 se stal zástupcem předsedy a 1999 předsedou frakce strany SPD. Po ztroskotání velké koalice SPD a CDU se Wowereit stal za podpory PDS a Zelených nástupcem Eberharda Diepgena a vrchním starostou Berlína; v následujících předčasných volbách roku 2001 byl pak potvrzen. SPD se pod jeho vedením po 30 letech stala opět nejsilnější politickou stranou ve městě. K dalšímu jeho potvrzení došlo při berlínských volbách let 2006 a 2011. Wowereit tak byl nejdéle působícím šéfem vlády ze všech spolkových zemí v Německu.

## Klaus Wowereit v médiích
Klaus Wowereit, který měl roku 2001 nastoupit ve volbách proti dlouholetému a i mimo Berlín známému primátoru Eberhardu Diepgenovi, byl poměrně neznámým politikem. Během mimořádného sjezdu SPD 10. června 2001 u příležitosti těchto voleb však získal rázem známost nejen v Berlíně, ale i mimo město, když jako první německý vrcholný politik vůbec veřejně prohlásil „Jsem gay – a tak to je v pořádku“ („Ich bin schwul – und das ist auch gut so“). Jeho homosexualita byla přinejmenším zasvěceným kruhům známa a hrozilo tedy nebezpečí, že tato okolnost bude proti němu v krátkém volebním boji zneužita. Svou otevřeností však získal velké sympatie a jeho popularita trvá dodnes. Wowereit, který rád vystupuje na veřejnosti a nechybí ani při takových příležitostech jako je každoroční velký průvod v Berlíně Christopher Street Day, se dlouhodobě nalézá na vrcholných pozicích žebříčku nejoblíbenějších politiků města.
Jeho pozdější vyjádření, že současná Spolková republika by dnes již snesla homosexuálního kancléře, potvrdil průzkum veřejného mínění, který provedl institut Emnid v září 2007. Podle výsledků by s takovým kancléřem souhlasilo 79% obyvatel.

## Vyznamenání
- Řád Xirka Ġieħ ir-Repubblika – Malta, 5. listopadu 2001
- velkokříž Řádu za zásluhy – Portugalsko, 2. března 2009[5]
- velký záslužný kříž s hvězdou a šerpou Záslužného řádu Spolkové republiky Německo – Německo, 2011